# Соляні

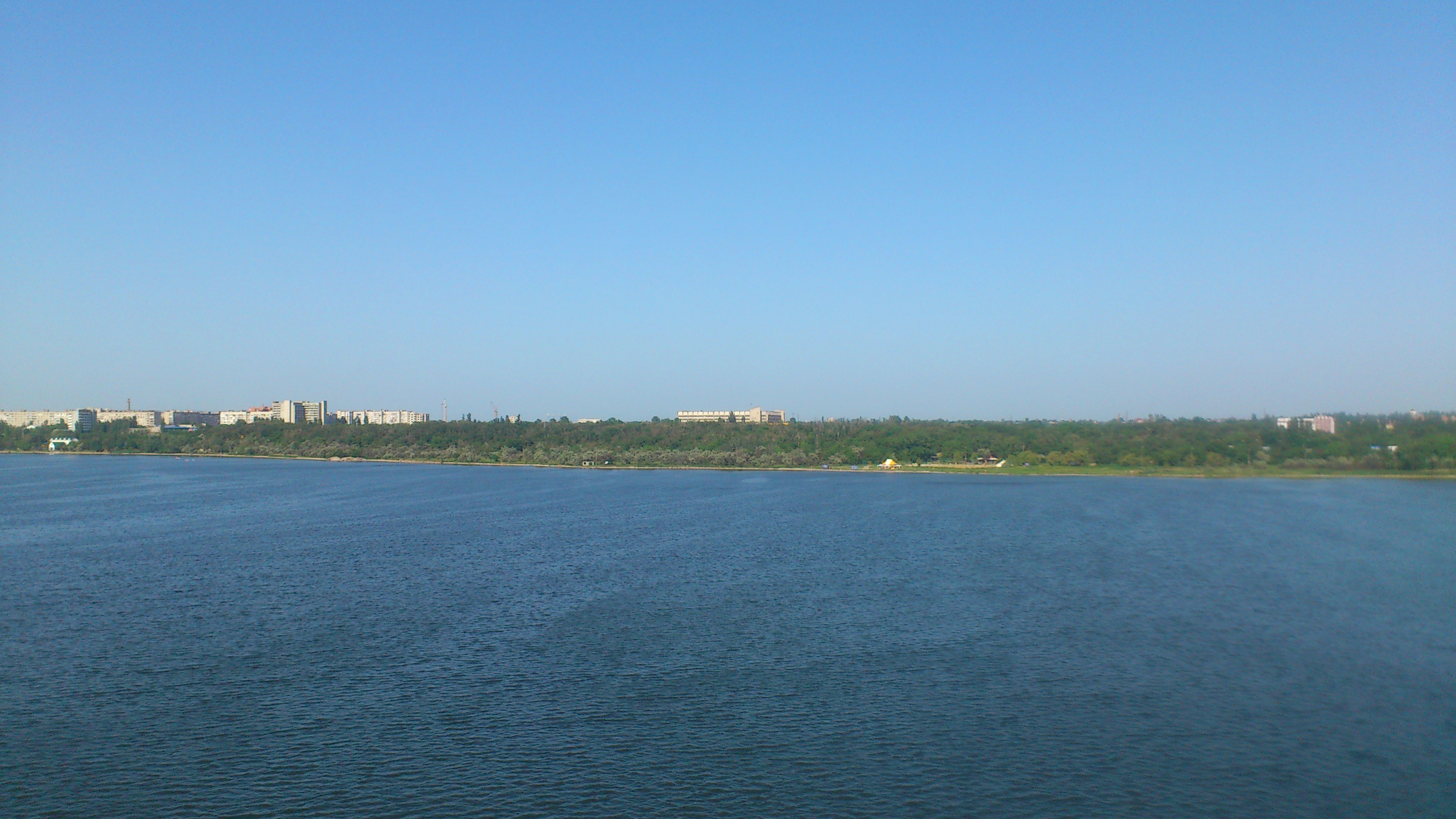
Вид на Соляні з протилежного берега Інгулу. На передньому плані пляж «Стрілка», за ним парк «Перемога», далі посередині головний корпус НУК.

Соляні — мікрорайон міста Миколаїв, складова частина Центрального району. Мікрорайон отримав назву від соляних складів, що існували біля поромної переправи через Інгул. Згідно з давніми переказами, саме цим шляхом чумаки возили з Криму сіль і нею розраховувалися за переправу.

## Географія

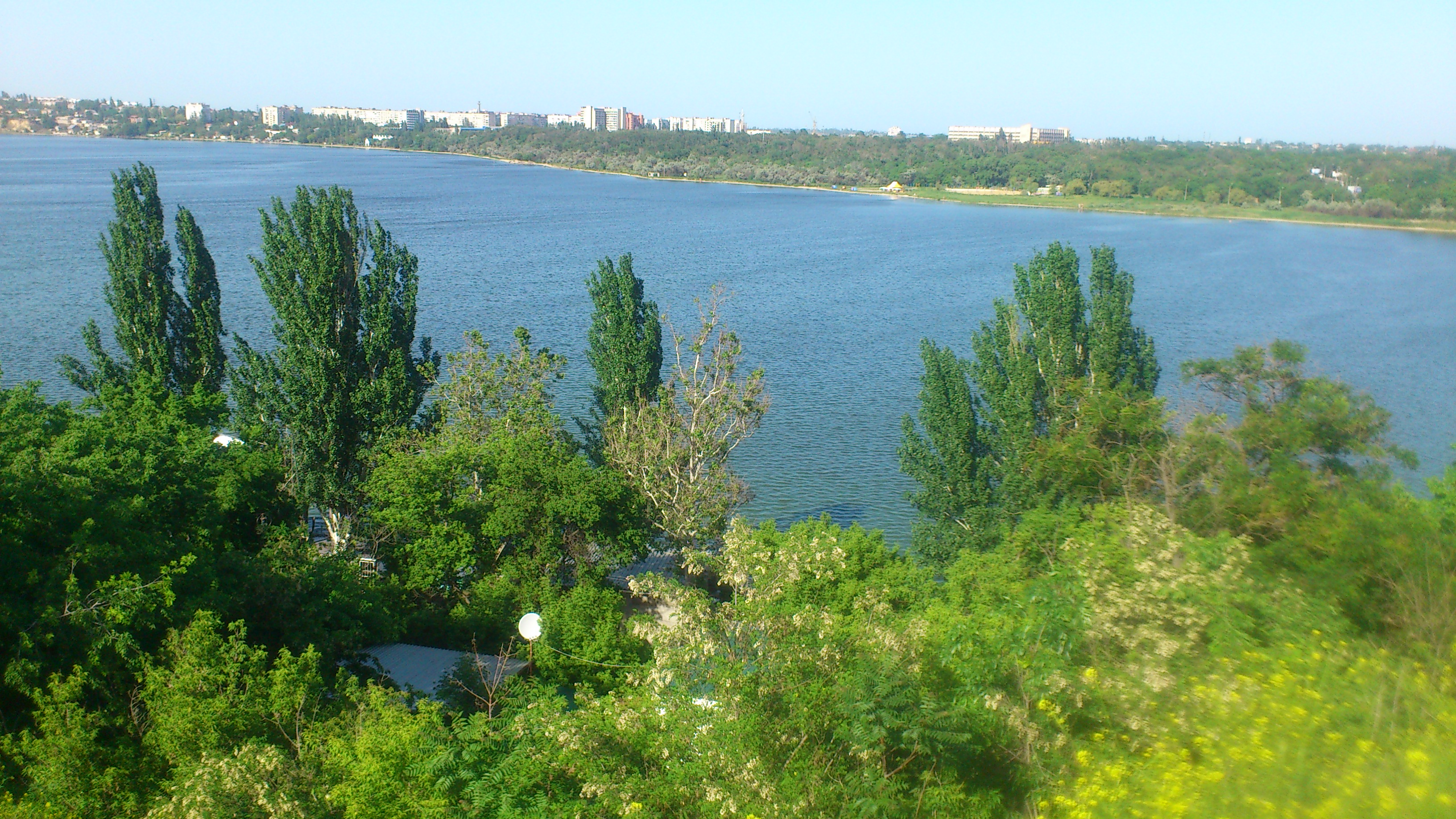
Вид на Соляні з Дикого Саду

Розташований на півночі міста, з центром міста Соляні з'єднані Інгульськими мостом. Розташований на неширокому довгому півострові, що утворений вигинами річок Південний Буг та Інгул. На північному сході межує з мікрорайонами Північний і Тернівка.
Через Соляні проходять найважливіші автомобільні магістралі Миколаєва, в основному у київському та кропивницькому напрямках. Основний рух здійснюється по проспекту Героїв України.

## Культура
У Соляних діють Національний університет кораблебудування імені адмірала Макарова (головний корпус), 2 загальноосвітні школи (№ 32  і № 51), ліцей «Педагог», парк «Перемога», меморіальний комплекс у пам'ять виведення військ з Афганістану (там же — музей військової техніки просто неба).

## Основні вулиці мікрорайону
- Проспект Героїв України
- Оберегова вулиця
- Флотська вулиця
- Новоодеська вулиця
- Парусний провулок

Помилково вважається, що в Соляних є вулиці Шкільна та Млинна. Насправді таких вулиць у цьому мікрорайоні немає. Є зупинки громадського транспорту з такими назвами. Зупинка «Шкільна» розташована на перехресті проспекту Героїв України з Обереговою вулицею, а зупинка «Млинна» — на перехресті з Парусним провулком.
Крім того, проспект Героїв України раніше мав назву Київське шосе. Нині Київське шосе починається з кінця проспекту.